# Пичугова, Татьяна
Татьяна Пичугова (род. 16 мая 1979) — российская футболистка, вратарь. Выступала за сборную России. Участница чемпионата Европы 2001.

## Клубная карьера
Пичугова выступала за женскую футбольную команду «Чертаново» в начале 2000-х годов, которая являлась аутсайдером высшего дивизиона России. По итогам сезона 2000 года её включили список 33 лучших футболисток.

## Карьера в сборной
Выступала за сборную России. В квалификации на чемпионат Европы 2001 провела одну игру против Сербии (1:0). В 2001 году Юрий Быстрицкий пригласил Пичугову на чемпионат Европы в Германии. Пичугова являлась третьим вратарём в составе, после Светланы Петько и Ларисы Капитоновой. Россия заняла третье место в группе и не смогла пройти в следующий раунд. Пичугова не сыграла ни одной игры на турнире. В 2002 году участвовала в турнире NIKE U.S. Women’s Cup, где Россия заняла четвёртое место, уступив Италии, Австралии и США.